# Pałac w Shenyangu
Uzasadnienie:  dublujące się artykuły 
Pałac w Shenyangu (chiń. upr. 盛京宫殿; chiń. trad. 盛京宮殿; pinyin Shèngjīng Gōngdiàn) – rezydencja zbudowana w latach 1625 do 1636 przez Nurhaczego na wzór Zakazanego Miasta. Do zdobycia Pekinu w 1644 główna siedziba dynastii Qing, później rozbudowywana, po upadku cesarstwa otwarta dla turystów.

## Architektura
Najstarsze i najważniejsze budynki – Sala Da Zheng (Da Zheng Dian) i Pawilon Dziesięciu Królów (Shi Wang Ting) – kompleksu znajdują się w północno-wschodniej części. W sali Da Zheng Hong Taiji, następca tronu Mandżurii i Dorgon, książę mandżurski mieli wydać rozkaz ataku na Chiny.

## Galeria

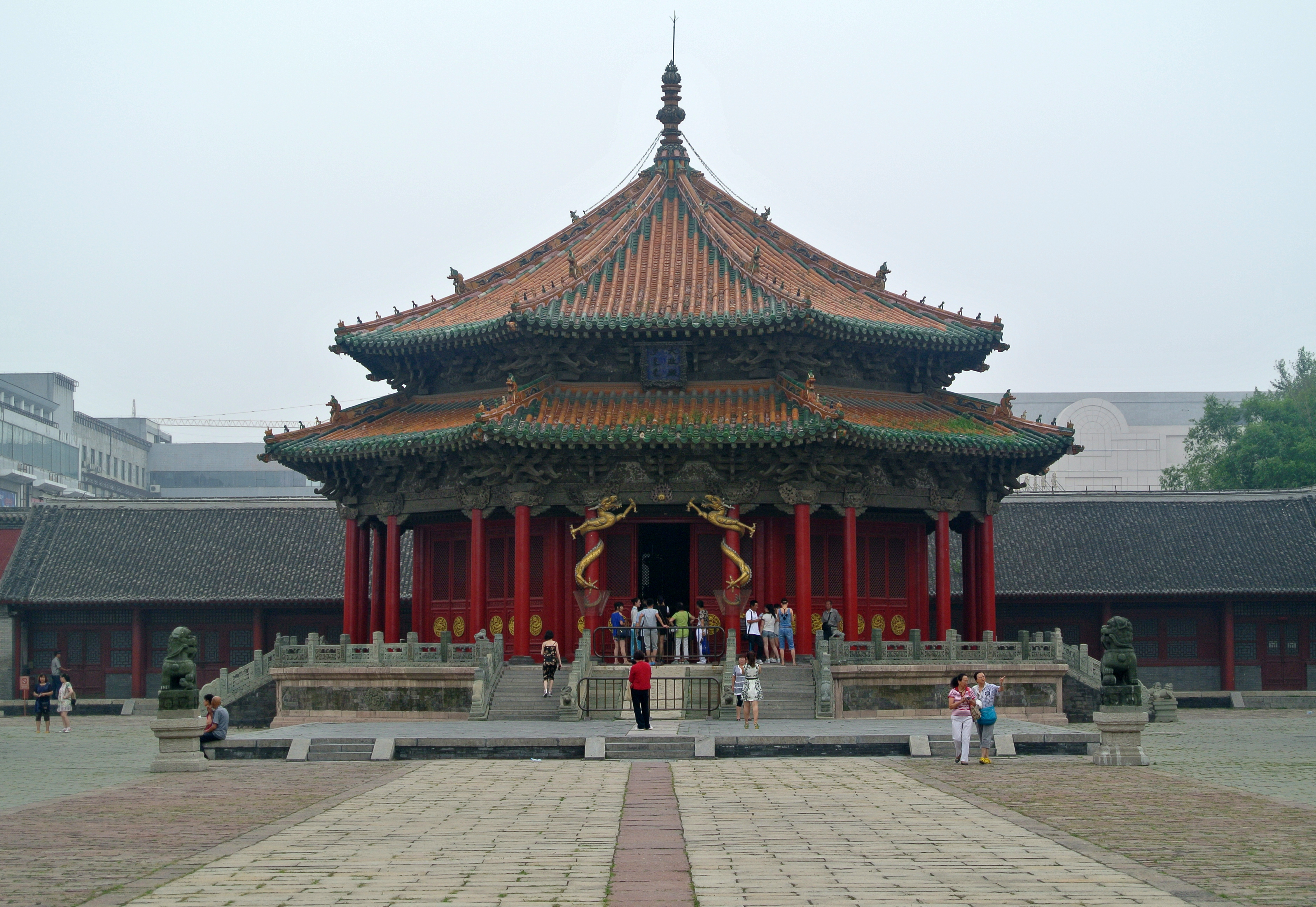
Sala Da Zheng
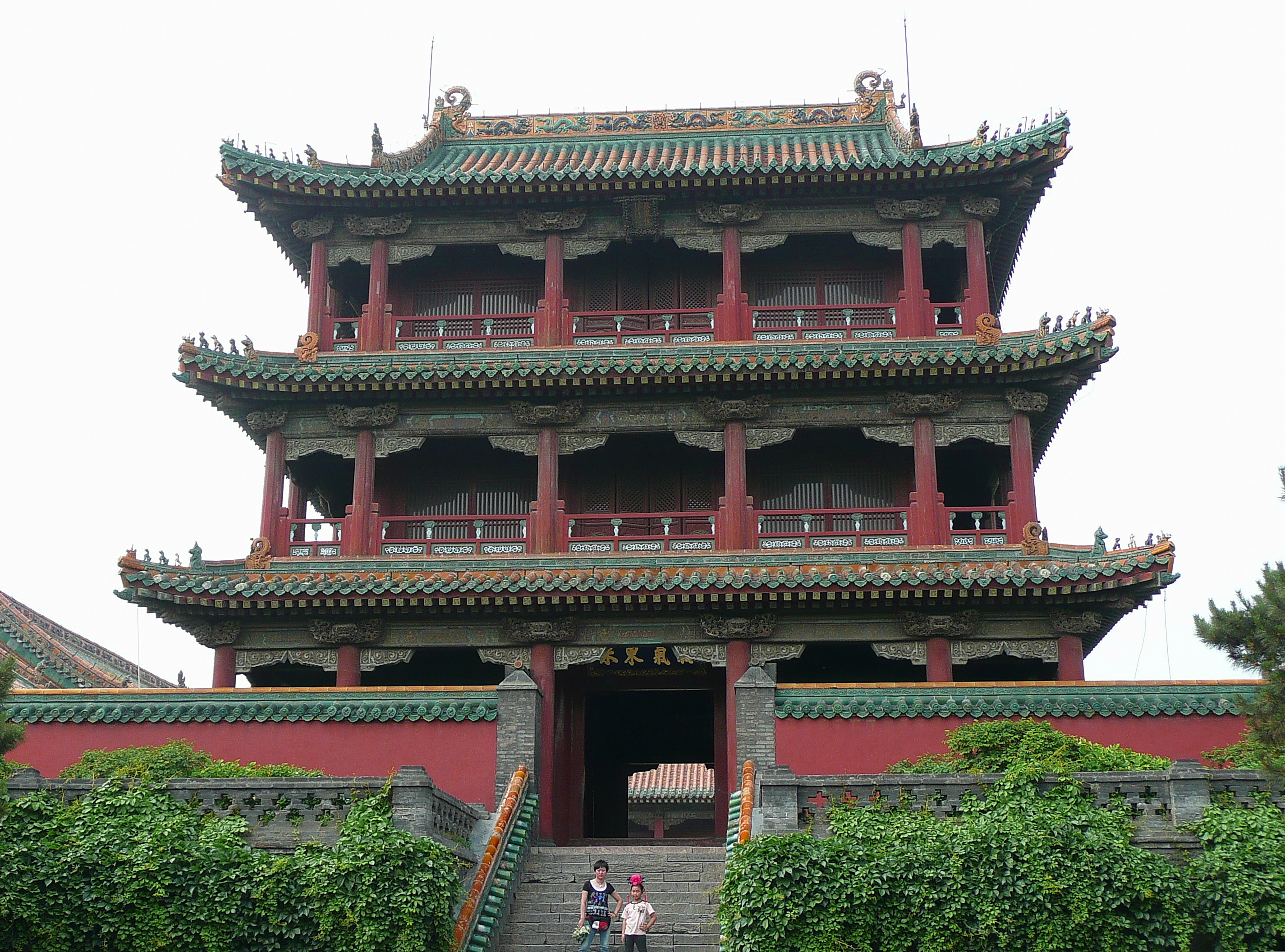
Najwyższy budynek - Wieża Feniksa
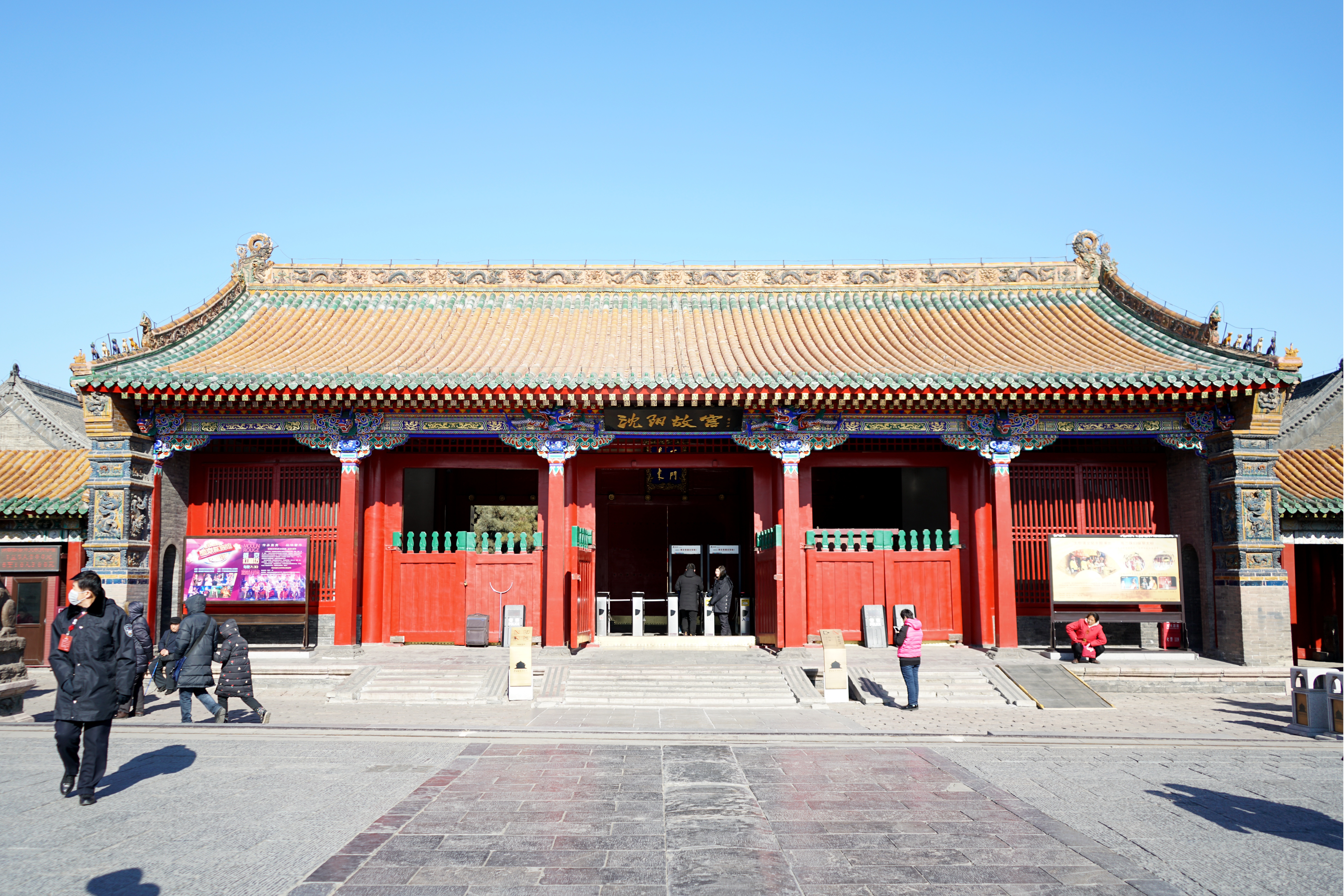
Brama wejściowa
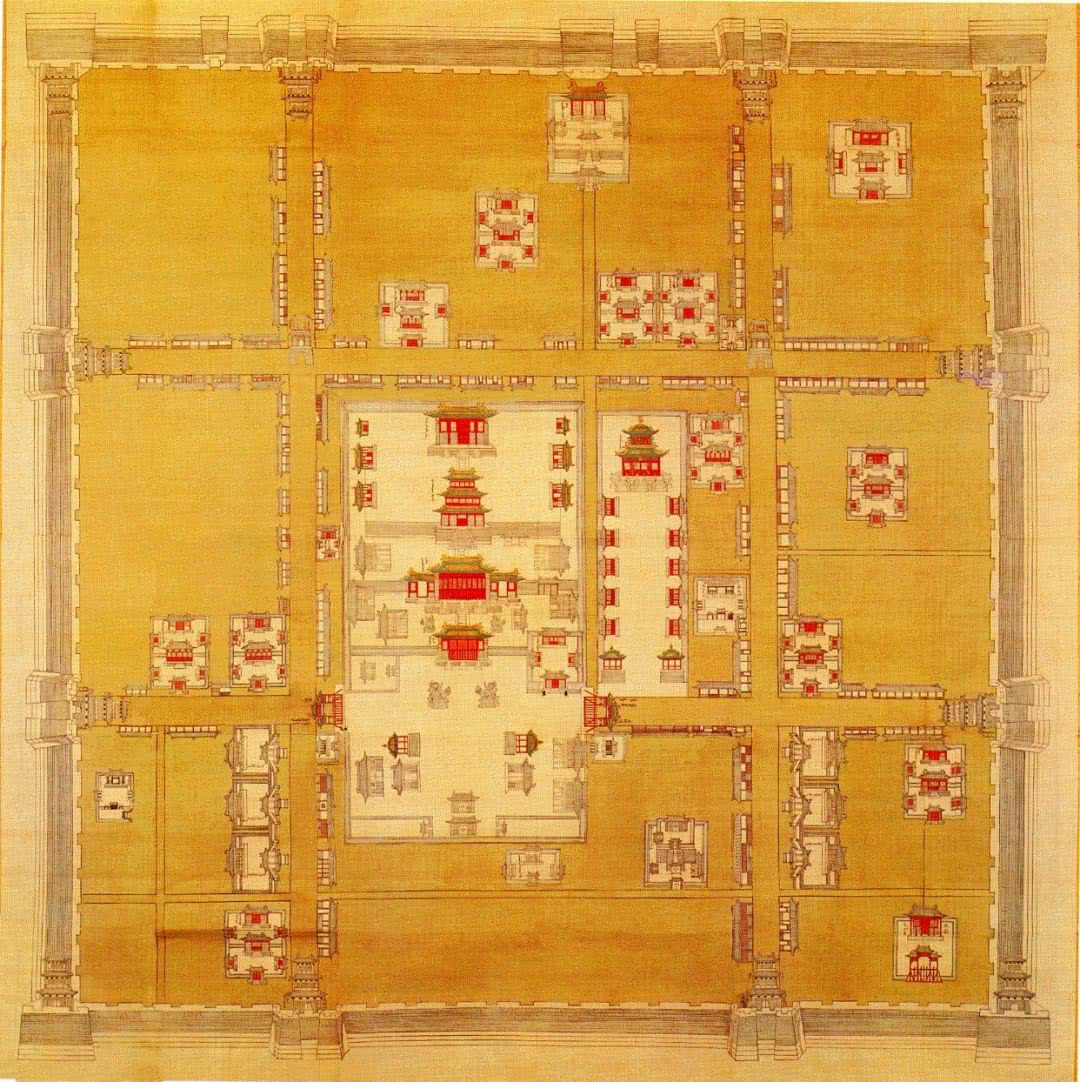
Centrum Mukdenu (Shenyangu) z pałacem około 1660 r.
Plan pałacu